# Neptis agouale
Neptis agouale är en fjärilsart som beskrevs av Pierre-baltus 1978. Neptis agouale ingår i släktet Neptis och familjen praktfjärilar. Inga underarter finns listade i Catalogue of Life.